# Emil Burckhardt-De Bary

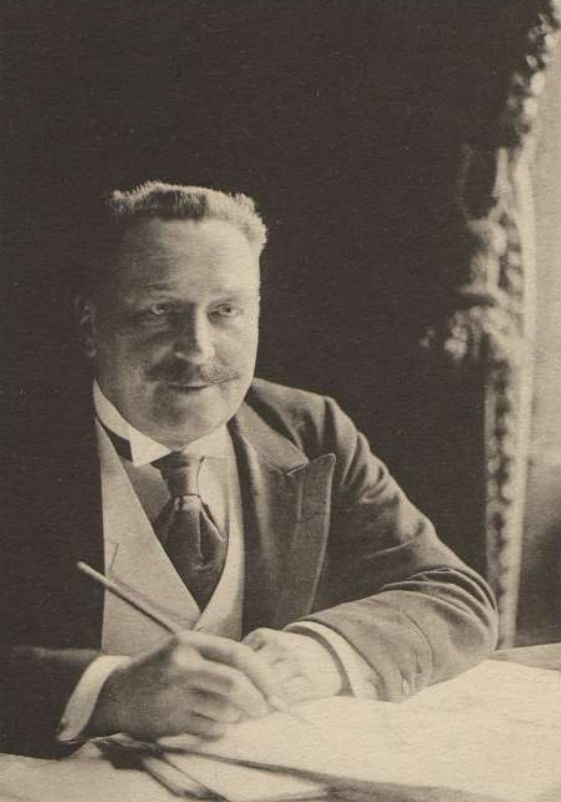
Emil Burckhardt-de Bary

Emil Burckhardt-De Bary (* 6. Dezember 1853 in Basel; † 12. Oktober 1905 ebenda) war ein Schweizer Urologe und Hochschullehrer.

## Leben
Emil Burckhardt entstammte dem alten Basler Patriziergeschlecht Burckhardt. Sein Vater war Ludwig August Burckhardt. Er studierte an den Universitäten Würzburg und Basel Medizin. In Würzburg wurde er 1874 Mitglied des Corps Nassovia; 1877 schloss er sich in Basel dem Corps Alamannia an. Das Studium schloss er mit der Promotion zum Dr. med. ab.
Zum Erlernen der Zystoskopie ging er nach London und wurde als Urologe Mitarbeiter August Socins in Basel. 1893 veröffentlichte er einen Atlas der Zystoskopie. Nach dem Tod von August Socin wurde er als außerordentlicher Professor zu dessen Nachfolger in der Urologie an der Universität Basel berufen. Außerdem führte er in Basel seine eigene chirurgisch-urologische Privatklinik. 1901 beendete er das von Socin begonnene Werk über die Verletzungen und Krankheiten der Prostata. Auf Burckhardt ging die Initiative zurück, Urologie als von der Chirurgie eigenständiges Fach an der Universität Basel zu etablieren.
Am 3. November 1905 erwies die Basler Studentenschaft den in den Semesterferien verstorbenen Professoren Emil Burckhardt-De Bary und Georg Kahlbaum mit einem Fackelzug die letzte Ehre. Er war verheiratet mit Louise Valeria, geb. De Bary (1865–1949).

## Werke
- Die Erfolge der chirurgischen Klinik zu Basel während der letzten zwanzig Jahre. 1881.
- Endoskopie und endoskopische Therapie der Krankheiten der Harnröhre und Blase. 1889.
- Zur Kasuistik und Therapie des Prostatasarkoms. In »Centralblatt für die Krankheiten der Harn- und Sexual-Organe« 5.1894, S. 152–157
- August Socin, Dr. med. et chir.: Ordentlicher Profesor der Chirurgie, Director der chirurgischen Klinik: Oberarzt des Bürgerspitals zu Basel. Nachruf. 1899.
- Die Verletzungen und Krankheiten der Prostata, begonnen von weil. Prof. Dr. A. Socin in Basel, fortgeführt u. vollendet von Prof. Dr. Emil Burckhardt in Basel. 1902.